# ジェリー・ライス
ジェリー・ライス（Jerry Lee Rice, 1962年10月13日 - ）はアメリカ合衆国ミシシッピ州スタークヴィル出身の元アメリカンフットボール選手。NFLのサンフランシスコ・フォーティナイナーズで3度のスーパーボウルに優勝し、その後オークランド・レイダース、シアトル・シーホークスでプレイした。ポジションはワイドレシーバー。

## 経歴
高校卒業時にはNCAAディビジョンI-Aの大学からはリクルートされずに、ミシシッピ・バレー州立大学からのみ奨学金つきのオファーがあった。ここで彼は頭角を現し、18のNCAAディビジョンII 新記録を打ち立てた。大学4年時には1試合平均して2TD以上を記録し、当時のミシシッピ・バレー州立大学は11試合で628点を記録。「捕球できないボールは地球上にはない」という意味で"World"というニックネームで呼ばれた。しかし彼は40ヤード走で4.71の記録しか持っておらずNFL入りする際に注目したスカウトはフォーティナイナーズとダラス・カウボーイズだけであった。彼の自叙伝によればドラフト前に接触してきたのは他にグリーンベイ・パッカーズ、サンディエゴ・チャージャーズ、インディアナポリス・コルツであったという。1984年シーズンにサンフランシスコ・フォーティナイナーズは第19回スーパーボウルで優勝したためドラフトでの指名順位は最後でカウボーイズが17番目であった。フォーティナイナーズはライスを指名するために複数のドラフト上位指名権をニューイングランド・ペイトリオッツと交換してカウボーイズが指名する前に獲得することに成功した。ライスは同じ年、短命に終わったUSFLからも全体1位指名を得た。
彼は1985年のルーキーシーズンから頭角を現し、12月に行われたロサンゼルス・ラムズとの試合では10回のキャッチで241ヤードを獲得した。シーズン終了までに49キャッチ、927ヤード、平均18.9ヤードを獲得しNFCのオフェンシブ・ルーキー・オブ・ザ・イヤーに選ばれた。翌1986年は、86キャッチでリーグトップの1,570ヤード、15タッチダウンをあげた。このシーズンから6年連続彼はレシーブヤード、TDレシーブで、リーグトップの成績を残した。1987年にはストライキの影響で12試合しか出場しなかったにもかかわらず22タッチダウンのリーグ記録を作った。
1988年に64キャッチ、1,306ヤード獲得で自己ベストの平均20.4ヤードをマーク、9タッチダウンをあげた。チームは10勝6敗でNFC西地区優勝を果たし、シカゴ・ベアーズとのNFCチャンピオンシップゲームで彼は5キャッチ、123ヤード獲得し2TDをあげた。そしてシンシナティ・ベンガルズとの第23回スーパーボウルで彼は11キャッチで215ヤードを獲得、1タッチダウンをあげてMVPに選ばれた。このポストシーズンに彼は409ヤードを獲得し、20シーズン後にラリー・フィッツジェラルドに更新されるまでNFL記録を保持した。
1989年には84キャッチで1,483ヤードを獲得し17TDをあげた。プレーオフに入っても2試合で12キャッチ、169ヤード、2TDをあげ、デンバー・ブロンコスとの第24回スーパーボウルでは7キャッチで148ヤードを獲得し、スーパーボウル記録となる3タッチダウンをあげた。
1990年には100キャッチで、1,502ヤードを獲得し13TDをあげた。アトランタ・ファルコンズ戦では自己ベストの1試合5TDの記録も作った。チームは14勝2敗の成績を残しスーパーボウル3連覇を目指したがニューヨーク・ジャイアンツに13-15と敗れシーズンを終えた。1991年に80キャッチ、1,206ヤード、14TD、1992年に84キャッチ、1,201ヤード、10TD、1993年に98キャッチ、1,503ヤード、15TDの成績を残した後、1994年に自己ベストの112キャッチ、1,499ヤード、13TDの成績をあげ、ライスは再びスーパーボウルへの出場を果たした。このシーズンの開幕戦のロサンゼルス・レイダースとのマンデーナイトフットボールで2TDをあげた彼は通算127タッチダウンとなりNFL記録を更新した。プレーオフ2試合ではわずか6キャッチにとどまったがサンディエゴ・チャージャーズとの第29回スーパーボウルでは10キャッチで149ヤードを獲得し3タッチダウンをあげてチームは49-26で勝利し自身3回目の優勝を経験した。
1995年には自己ベストの122キャッチで1,848ヤードのNFL記録を樹立、15タッチダウンをあげた。ディビジョナルプレーオフのグリーンベイ・パッカーズ戦で彼は11キャッチ、117ヤードを獲得する活躍を見せたがチームは敗れた。この年通算レシーブ回数、レシーブ獲得ヤードでNFL史上1位になった。
1996年にリーグトップの108キャッチで1,254ヤード、8タッチダウンをあげてチームはワイルドカードでプレーオフに出場を果たしたがまたしてもパッカーズに敗れた。
1997年の開幕戦、タンパベイ・バッカニアーズ戦でウォーレン・サップにフェイスマスクを捕まれたままたたきつけられて、ひざの十字靱帯を断裂した。この負傷で彼の連続試合出場は189でストップした。医師の診断より早く14週間後に彼は試合に復帰してタッチダウンをあげたがその時にまた膝蓋骨を骨折してしまった。プロボウル連続出場も11年でストップしたが、1998年、彼は復活し82キャッチで1,157ヤードを獲得、9TDで12回目のプロボウル出場を果たした。
2001年に彼はオークランド・レイダースに移籍し83キャッチ、1,139ヤード、9TDの成績をあげた。2002年には92キャッチ、1211ヤード、7TDと前年より優れた成績を残し13回目のプロボウルに選出された。レイダースはこの年第37回スーパーボウルへの出場を果たし、ライスも5回で77ヤードを稼ぎ1タッチダウンをあげたが21-48で敗れた。この試合で彼は4回のスーパーボウルでTDパスをキャッチした最初の選手となった。その後、レイダースの成績はスーパーボウルに出場した年の11勝5敗から2003年には4勝12敗、2004年には5勝11敗に終わった。ライスは2004年に4試合レイダースでプレイした後、シアトル・シーホークスに移籍、永久欠番となっていたスティーブ・ラージェントの背番号80を特別に許可された。チームはセントルイス・ラムズに敗れシーズンを終え、2005年にデンバー・ブロンコスのキャンプに参加したがシーズン開幕前に引退を表明した。
2006年8月19日にフォーティナイナーズがライスをナイナーズの選手として引退させるために1日契約を結ぶことを公表し、8月24日にライスは契約の上、引退した。2006年11月19日のナイナーズとシーホークスの試合におけるハーフタイムに引退セレモニーが行われた。
彼は20年間のキャリアを終えて引退したとき多くのNFL記録を残しており、1,549キャッチは2位のクリス・カーターより448回多く、22,895ヤードはレイダースでチームメートだったティム・ブラウンより7,961ヤード多く、197タッチダウンレシーブはナイナーズでチームメートだったテレル・オーウェンスより65タッチダウン多くトータルタッチダウン208はエミット・スミスより33回多かった。また出場試合数303はワイドレシーバーとしては最多となった。
2010年2月6日、エミット・スミス、ラス・グリム、ディック・ルボー、フロイド・リトル、ジョン・ランドル、リッキー・ジャクソンと共にプロフットボール殿堂入りすることが発表された。
フォーティナイナーズ時代のジョー・モンタナとのホットラインは「神との契約」と評された。モンタナの後、先発QBとなったスティーブ・ヤングとの間にもホットラインが形成された。

## 評価
デニス・グリーンによれば「私が見てきた中で最良のルートランナーであり、WRとしてはブロックの最も優れた1人といえる。ライスほど完璧なWRはいないだろう。」といっている。
1999年にスポーティングニュースによって100人の偉大なアメリカンフットボール選手が選ばれた際にジム・ブラウンに次いで2位に選ばれている。この当時の他の現役選手で最も評価の高かった選手はディオン・サンダースの35位であった。
2010年にNFLネットワークで放送、発表された「最も偉大な100人のNFLプレーヤー」(The Top 100: NFL's Greatest Players)にて第1位に選出された。なおファン投票においても第1位に選出されている。

## 獲得タイトル
- 1985年 NFL ルーキーオブザイヤー
- 1985年 NFC オフェンシブルーキーオブザイヤー
- 1987年 NFL オフェンシブプレイヤーオブザイヤー
- 1988年 NFL MVP
- 1988年 スーパーボウルMVP
- 1988年 NFC プレイヤーオブザイヤー
- 1993年 NFL オフェンシブプレイヤーオブザイヤー
- 1996年 プロボウルMVP
- 通算パス捕球回数1,549回（リーグ歴代1位）
- 通算レシーブ獲得ヤード22,895ヤード（リーグ歴代1位）
- シーズン獲得ヤード1,848ヤード（1995年）2012年にデトロイト・ライオンズのカルビン・ジョンソンに更新された[11]。

## エピソード

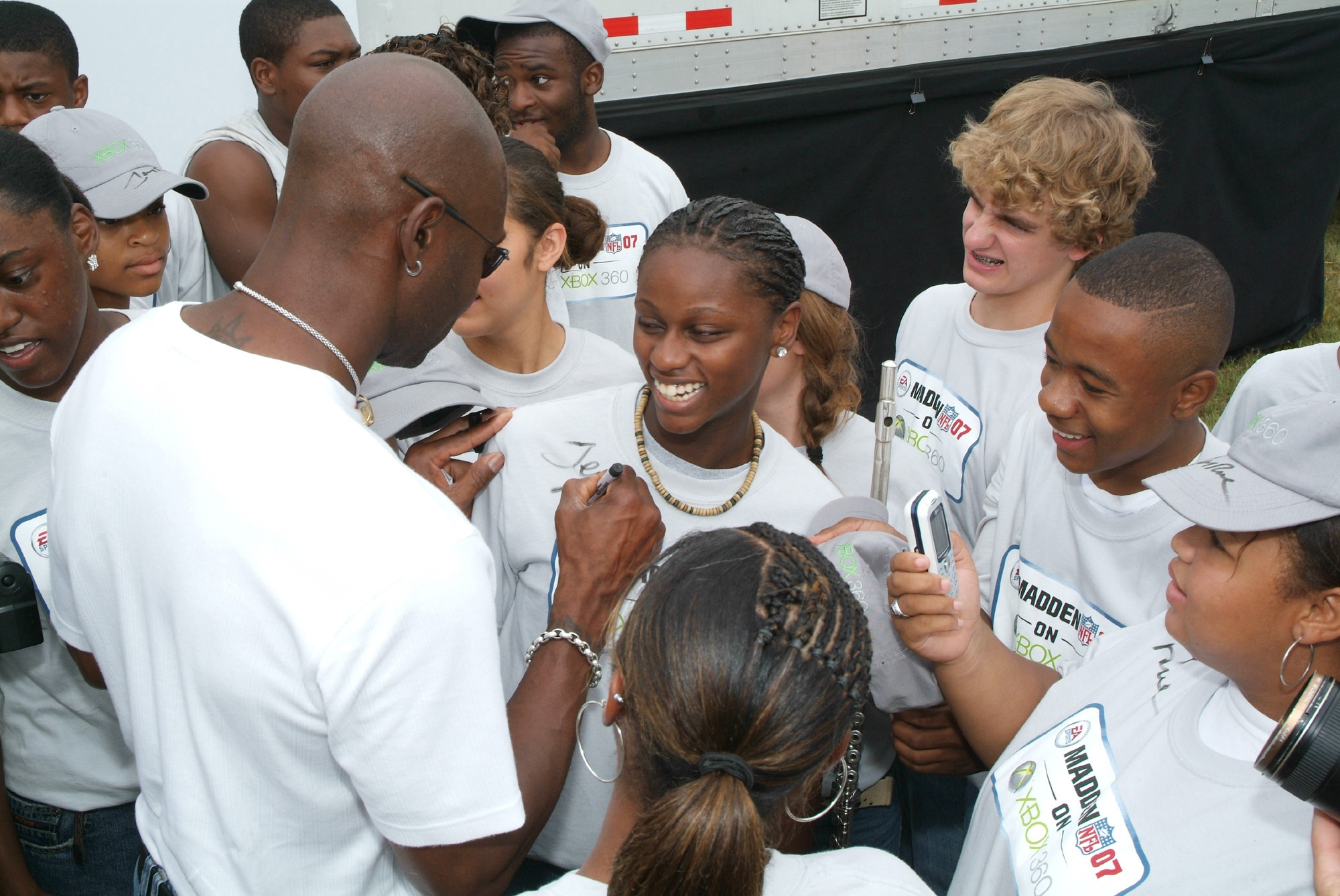
ファンのTシャツにサインしているライス

- 14シーズンに渡りレシーブで1000ヤード以上獲得している。これに次ぐのはランディ・モス[12]で10シーズン。
- 1994年から1996年まで3年連続100キャッチ以上を記録したがこれは2009年時点で彼の他にマービン・ハリソン、ウェス・ウェルカーら3人しか達成していない記録である[13]。
- ライスはチームメートのスティーブ・ヤングと共にVISAやゲータレードのCMに出演したことがある。
- ミシシッピ・バレー州立大学は2000年にライス、および、相棒だったクォーターバック ウィリー・トッテン（元バッファロー・ビルズ）の業績を表して本拠地をRice-Tottenスタジアムと改名している。
- トム・クルーズ主演の1996年の映画「ザ・エージェント」に名前のみ出演する。